# Орешкин, Георгий Григорьевич
Георгий Григорьевич Орешкин (26 февраля 1906, Каменское — 1974, Феодосия) — советский металлург, директор Днепровского металлургического завода имени Дзержинского Днепропетровской области. Герой Социалистического Труда (1958). Кандидат технических наук (1954), профессор.

## Биография
Родился в семье рабочего. В 1916 году поступил в двухклассное заводского училища, реорганизованного затем в семилетнюю школу, которую окончил в 1921 году.
В 1924-1925 годах — грузчик, рабочий Днепропетровского металлургического завода имени Григория Ивановича Петровского. С 1925 года — на Каменском металлургическом заводе имени Дзержинского, ныне Днепровский металлургический комбинат. Работал слесарем по ремонту металлургического оборудования. После создания при заводе металлургического техникума поступил на вечернее отделение. Вскоре техникум был преобразован в Каменский вечерний металлургический институт имени Арсеничева ныне Днепровский государственный технический университет, благодаря чему смог получить высшее образование. На период обучения был переведен работать в заводскую лабораторию. В 1930 году окончил институт, получив специальность инженера-металлурга.
В 1930-1940 годах — руководитель доменной группы заводской лаборатории.
Член ВКП(б) с 1939 года.
С января 1940 до июля 1941 года — начальник доменных печей № 1-6 доменного цеха Днепровского металлургического завода имени Дзержинского Днепропетровской области.
Во время Великой Отечественной войны вместе с предприятием был эвакуирован на Урал, работал в 1941-1943 годах начальником доменной лаборатории Магнитогорского металлургического комбината, обеспечивал производство качественного чугуна.
В 1943 году вернулся в Днепродзержинск и с ноября 1943 до 1951 года работал начальником доменного цеха Днепровского металлургического завода имени Дзержинского. Уже в сентябре 1944 года были запущены в работу две доменные печи.
Был активным рационализатором. Совместно с коллективом авторов стал изобретателем технологии обжига извести в потоке производства агломерата (машина ПОР). С 1944 по 1961 год экономический эффект от его изобретений и рационализаторских предложений составил 11,5 млн. рублей.
В 1951-1954 годах — главный инженер Днепровского металлургического завода имени Дзержинского Днепропетровской области. В 1954-1962 годах — директор Днепровского металлургического завода имени Дзержинского Днепропетровской области.
Указом Президиума Верховного Совета от 19 июля 1958 года "за выдающиеся успехи, достигнутые в деле развития черной металлургии", Орешкину Георгию Григорьевичу присвоено звание Героя Социалистического Труда с вручением ордена Ленина и золотой медали «Серп и Молот».
В 1962 году был уволен с должности директора по собственному желанию в связи с состоянием здоровья. Некоторое время работал в доменной группе технического отдела.
По заданию Министерства черной металлургии СССР выезжал в длительные командировки на строительство металлургических комбинатов в Финляндию (главным инженером-консультантом комбината) и Египет (Хелуанский металлургический завод).
Автор многих изобретений, более 50 публикаций, в том числе книги «Рационализация работы доменных печей» (1961).
Потом — на пенсии. Похоронен на сельском кладбище в поселке Щебетовка возле города Феодосии в Крыму.

## Награды
- Герой Социалистического Труда (19.07.1958)
- три ордена Ленина (6.02.1951, 8.12.1951, 19.07.1958)
- орден Трудового Красного Знамени (5.05.1949)
- медали
- Лауреат Ленинской премии (1960, за внедрение природного газа в доменное производство)
- Лауреат Сталинской премии 1-й ст. (1951)

## Память
Памятник на могиле Г. Г. Орешкина в селе Щебетовка с 20 декабря 2016 года - объект культурного наследия регионального значения  Объект культурного наследия народов РФ регионального значения. Рег. № 911710935490005 (ЕГРОКН).